# Steam Deck
Steam Deck — гібридна гральна система, розроблена Valve Corporation, що підтримує ігри з сервісу Steam для ПК. Може працювати в портативному режимі або як стаціонарний ігровий комп'ютер. Анонсована 15 липня 2021 року, випущена 25 лютого 2022.

## Історія
Припущення про роботу Valve над портативним ігровим пристроєм з'явилися в травні 2021 року. Підставами для них стали оновлення в коді Steam, де вказувався новий пристрій «SteamPal», і коментарі генерального директора Valve Ґейба Ньюелла про те, що Valve розробляє ігри для консолей. Видання «Ars Technica» підтвердило, що Valve розробляє нове обладнання, а саме «подібний на Switch» портативний ПК.
Valve представила Steam Deck 15 липня 2021 року, а попередні замовлення почалися за тиждень до того для осіб, що зареєструвалися в Steam до червня 2021 року. Очікувалося, що в грудні 2021 року Steam Deck поставлятиметься в США, Канаду, Європейський Союз і Велику Британію, а в інші регіони — в 2022 році.
Ґейб Ньюелл розглядає мобільні пристрої як основних конкурентів Steam Deck. Тому Valve зробили акцент на потужності свого пристрою, чим зумовлена вартість Steam Deck: $399 за версію з 64 ГБ пам'яті, $529 з 256 ГБ, і $649 з 512 ГБ. Для порівняння, пересічний ігровий ПК коштує $800-1200.
16 липня з'явилося повідомлення, що Steam Deck поки що не може запускати такі популярні ігри, як Destiny 2, Apex Legends, Rainbow Six Siege та PUBG через їхні античит-системи. 23 липня розробник з Valve, П'єр-Лу Гріффаї, висловив плани, що консоль видаватиме принаймні 30 кадрів/с в більшості ігор. Ґейб Ньюелл зазначив, що цільову аудиторію Steam Deck складають люди, що вже користуються Steam, тоді як у Nintendo це казуальні гравці.
Головний виконавчий директор Cloudhead Games Денні Анґер 24 вересня повідомив, що Steam Deck поки що не придатна для VR-ігор. Водночас він лише зауважив, що потрібен час аби з'ясувати можливості пристрою та зрозуміти як оптимізувати його роботу.
Попри попередні плани випустити консоль у грудні 2021 року, 10 листопада стало відомо, що випуск переноситься на лютий 2022. Він відбувся 25 лютого 2022.
На початку листопада 2023 року Valve анонсувала дві нові моделі Steam Deck з екранами OLED трохи більшого розміру, збільшеною ємністю батареї та покращеними функціями охолодження, але без суттєвих змін внутрішніх компонентів. Продажі почалися в середині листопада 2023 року. Розробники апаратного забезпечення для Valve заявили, що хотіли включити OLED-екрани до початкових моделей, але на той час OLED-екранів достатнього розміру та якості ще не існувало на ринку. Разом із оголошенням про OLED-моделі, Valve повідомила, що працює над Steam Deck 2.

## Характеристики

### Технічні характеристики
Steam Deck в портативній формі має вигляд широкого геймпада з сенсорним дисплеєм діагоналлю 7 дюймів. Роздільність складає 1280x800 пікселів, але робоча роздільність — 720p. Частота оновлення дисплея 60 Гц, співвідношення сторін 16:10, максимальна яскравість підсвітки 100 ніт. Розміри пристрою 298x117x49 мм, маса 669 г.
По боках від дисплея розташовано два стіки, під ними містяться невеликі сенсорні панелі. Також на передній частині корпусу містяться клавіші напрямку, кнопки ABXY, попереду — два «спускових гачка» з кожного боку пристрою, та чотири додаткові кнопки на задній панелі. Стіки та сенсорні панелі використовують ємнісні рівнеміри, а всередині Steam Deck є гіроскоп. Пристрій надає тактильний зворотний зв'язок.
Система може працювати в стаціонарному режимі на більшу потужність, підімкнена до док-станції, яку потрібно придбати окремо. Док-станція може працювати від зовнішнього джерела живлення та передавати зображення на зовнішній дисплей через протоколи HDMI або DisplayPort. На повній потужності пристрій відтворює зображення роздільністю 8K при частоті 60 Гц або 4K при 120 Гц. Док-станція також підтримує підключення до мережі і роз'єм USB для зовнішніх контролерів або інших пристроїв. Steam Deck здатна працювати з док-станціями сторонніх виробників, які підтримують подібний тип сполучення.
Steam Deck оснащено прискореним процесором AMD Aerith на базі архітектур Zen 2 і RDNA 2, що містить центральний процесор (CPU) і графічний (GPU). Центральний містить 4 ядра, що працюють у 8-и потоках, а графічний 8 обчислювальних блоків загальною потужністю 1,6 Терафлопс. CPU працює на частоті 2,4 — 3,5 ГГц, а GPU — 1,0 — 1,6 ГГц.
Гральна система має 16 ГБ оперативної пам'яті LPDDR5. Внутрішнє сховище — це твердотільний накопичувач, залежно від моделі, eMMC обсягом 64 ГБ, або NVMe обсягом 256 ГБ чи 512 ГБ. Додатковий обсяг надається картками microSDXC і microSDHC, для яких передбачено слот.
Пристрій підтримує Bluetooth-з'єднання та Wi-Fi стандартів IEEE 802.11a / b / g / n / ac. Система здатна відтворювати стереозвук через цифровий сигнальний процесор і має як вбудований мікрофон, так і роз'єм для навушників 3,5 мм.
Steam Deck у портативному режимі працює від акумулятора ємністю 40 ват-годин, якого, за оцінками Valve, для «легких випадків використання, таких як потокова передача ігор, невеликі 2D-ігри або вебсерфінг», може вистачити на 7-8 годин. За оцінками Valve, у вимогливіших іграх, таких як шутери від першої особи, при збереженні частоти кадрів близько 30 кадрів на секунду, батарея здатна працювати 6-7 годин.

### Програмне забезпечення
Steam Deck використовує модифіковану версію SteamOS на базі Arch Linux, яка включає підтримку технології Proton, що дозволяє грати на операційних системах на базі Linux у більшість ігор, розроблених для Microsoft Windows. Хоча система призначена для ігор із сервісу Steam, на неї можна встановити програмне забезпечення сторонніх виробників, наприклад, альтернативні магазини ігор, такі як Epic Games Store або EA Play. Користувачі також вільні замінити SteamOS на іншу операційну систему.
Програмне забезпечення Steam Deck підтримує функції Steam Remote Play для зв'язку консолі з комп'ютером, на якому запущено Steam. Ця функція дозволяє грати на Steam Deck у гру, запущену в той же час на іншому комп'ютері.

## Видання
Оригінальна Steam Deck видається в трьох версіях, що відрізняються тільки обсягом і типом сховища даних. Проте кожна з версій має супутню продукцію:
- Базове видання: Steam Deck (64 ГБ eMMC) з кейсом.
- Середнє видання: Steam Deck (256 ГБ NVMe) з кейсом і ексклюзивним оформленням профілю в Steam.
- Повне видання: Steam Deck (512 ГБ NVMe) з кейсом, захисним антибліковим склом, ексклюзивним оформленням профілю в Steam і темою оформлення віртуальної клавіатури.

Steam Deck OLED відрізняється OLED-екраном діагоналлю 7,4 дюймів проти оригінальних 7 дюймів. Частота його оновлення може досягати 90 Гц проти 60 Гц оригіналу. Новий екран забезпечує більшу енергоощадність, дозволяє грати без підзаряджання 12 годин. Пристрій оснащено Wi-Fi 6E замість 5, покращеним охолодженням. Маса на 30 г зменшена. Продається зі сховищем обсягом 512 ГБ або 1ТБ. Інші характеристики такі ж, як і в оригінальної версії.